# Canyon SRAM Racing/Saison 2020
Dieser Artikel listet den Kader und die Siege des Radsportteams Canyon SRAM Racing in der Saison 2020 auf.

## Kader
| Teamkader 2020         | Teamkader 2020     | Teamkader 2020         | Teamkader 2020                              |
| Name                   | Geburtsdatum       | Land                   | Vorheriges Team                             |
| ---------------------- | ------------------ | ---------------------- | ------------------------------------------- |
| Alena Amjaljussik      | 6. Februar 1989    | Belarus                | Astana BePink Womens (2014)                 |
| Alice Barnes           | 17. Juli 1995      | Vereinigtes Königreich | Drops (2017)                                |
| Hannah Barnes          | 4. Mai 1993        | Vereinigtes Königreich | UnitedHealthcare (2015)                     |
| Elena Cecchini         | 25. Mai 1992       | Italien                | Lotto Soudal Ladies (2015)                  |
| Tiffany Cromwell       | 6. Juli 1988       | Australien             | Orica-AIS (2013)                            |
| Tanja Erath            | 7. Oktober 1989    | Deutschland            |                                             |
| Pauline Ferrand-Prévot | 10. Februar 1992   | Frankreich             | Rabo Liv Women (2016)                       |
| Rotem Gafinovitz       | 9. Juni 1992       | Israel                 | WaowDeals (2018)                            |
| Ella Harris            | 18. Juli 1998      | Neuseeland             | Mike Greer Homes Womens Cycling Team (2018) |
| Lisa Klein             | 15. Juli 1996      | Deutschland            | Cervélo Bigla (2017)                        |
| Hannah Ludwig          | 15. Februar 2000   | Deutschland            |                                             |
| Katarzyna Niewiadoma   | 29. September 1994 | Polen                  | WM3 (2017)                                  |
| Jess Pratt             | 9. Oktober 1997    | Australien             | Sydney University (2019)                    |
| Christa Riffel         | 30. Juli 1998      | Deutschland            |                                             |
| Alexis Magner          | 18. September 1994 | Vereinigte Staaten     | UnitedHealthcare (2015)                     |
| Omer Shapira           | 9. September 1994  | Israel                 | Cylance (2018)                              |
|                        |                    |                        |                                             |
| Quelle: UCI            |                    |                        |                                             |

## Siege
| Siege    | Siege                                                  | Siege      | Siege  | Siege        | Siege |
| Datum    | Rennen                                                 | Staat      | Klasse | Siegerin     |       |
| -------- | ------------------------------------------------------ | ---------- | ------ | ------------ | ----- |
| 6. Feb.  | Womens Herald Sun Tour, 2. Etappe                      | Australien | 2.1    | Ella Harris  |       |
| 6. Nov.  | Israel National Road Cycling Championships - Women ITT | Israel     | CN     | Omer Shapira |       |
| 21. Nov. | Israel National Road Cycling Championships - Women RR  | Israel     | CN     | Omer Shapira |       |